# مرس کوچک
مرس کوچک، روستایی است از توابع بخش هزارجریب شهرستان نکا در استان مازندران ایران.
مردم این روستا از شهر های دیگر به دلیل کمبود آب به این روستا مهاجرت کرده اند.

## جمعیت
این روستا در دهستان استخرپشت قرار دارد و براساس سرشماری مرکز آمار ایران در سال ۱۳۹۸، جمعیت آن ۳۰۰ نفر (۵۲ خانوار) بوده‌است. مردم مرس کوچک از قومیت طبری هستند. مردم مرس کوچک به زبان طبری (مازندرانی) سخن میگویند.